# Silchar
Silchar là một thành phố và là nơi đặt ban đô thị (municipal board) của quận Cachar thuộc bang Assam, Ấn Độ.

## Địa lý
Silchar có vị trí 24°49′B 92°48′Đ / 24,82°B 92,8°Đ Nó có độ cao trung bình là 22 mét (72 feet).

## Nhân khẩu
Theo điều tra dân số năm 2001 của Ấn Độ, Silchar có dân số 142.393 người. Phái nam chiếm 51% tổng số dân và phái nữ chiếm 49%. Silchar có tỷ lệ 79% biết đọc biết viết, cao hơn tỷ lệ trung bình toàn quốc là 59,5%: tỷ lệ cho phái nam là 83%, và tỷ lệ cho phái nữ là 76%. Tại Silchar, 10% dân số nhỏ hơn 6 tuổi.